# Burgward
Un Burgward o castellania era una forma di insediamento utilizzato per l'organizzazione delle marche del nord-est del regno di Germania a metà del X secolo. Basati su organizzazioni precedenti all'interno dell'Impero franco e tra gli Slavi, i Burgward erano composti da una fortificazione centrale (un burg) con un numero di villaggi più piccoli e indifesi, in un numero compreso tra i dieci a venti, dipendenti da essa per la protezione e da cui dipendeva economicamente. Il sito fortificato fungeva da luogo di rifugio durante gli attacchi e anche da centro amministrativo per la riscossione delle tasse, la Chiesa e il sistema giudiziario. Era dotato di una guarnigione di cavalleria, di solito slava.
I primi Burgward (civitates o Burgen) erano costruzioni merovingi e carolingi, per lo più costruite per difendersi dai Sassoni. Un'importante linea di Burgward si trovava lungo l'Unstrut a ovest di Merseburgo, ma diminuì di importanza all'inizio del IX secolo dopo l'integrazione dei Sassoni nello stato franco. I primi Burgward in territorio sorabo furono fondati negli anni '40 del 900. Non molto tempo, i Burgward furono eretti tra gli Evelli e nella zona del Brandeburgo. C'erano tre linee di Burgward che difendevano la Turingia orientale. Molti Burgward erano controllati da monasteri, come Hersfeld e Fulda.
I Burgward erano detestati dagli slavi, ma erano strutture efficaci. Essi convertirono questi popoli da "popoli che pagavano il tributo" in "contadini che pagavano il censo". La rivolta slava del 983, tuttavia, fece scomparire la struttura dei Burgward e iniziò una nuova epoca di indipendenza slava nella regione, che durò fino al XII secolo.